# Lista de vereadores de Santo André da 12.ª legislatura
Esta é a lista de vereadores de Santo André da 12.ª Legislatura, período que compreende de 1.º de janeiro de 1997 até 31 de dezembro de 2000.
| 11.ª legislatura | Lista de vereadores de Santo André da 12.ª legislatura | 13.ª legislatura |

## Mesa Diretora
A composição da mesa diretora da Câmara Municipal de Santo André durante os dois biênios da 12.ª Legislatura teve a seguinte formação:
| 1.º Biênio (1997-1998) | 1.º Biênio (1997-1998)   | 2.º Biênio (1999-2000) | 2.º Biênio (1999-2000)                  |
| Presidência            | Presidência              | Presidência            | Presidência                             |
| ---------------------- | ------------------------ | ---------------------- | --------------------------------------- |
| Presidente             | Vanderlei Siraque (PT)   | Presidente             | Israel Santana (PFL)                    |
| Vice-presidente        | Osvaldo Moura (PMDB)     | Vice-presidente        | Franco Masiero (PTB)                    |
| Secretaria             |                          |                        |                                         |
| 1.º Secretário         | Virgílio do Prado (PSDB) | 1.º Secretário         | Luiz Zacarias (PTB)                     |
| 2.º Secretário         | Montorinho (PT)          | 2.º Secretário         | Carlos Raposo (PMDB)                    |
| 3.º Secretário         | Israel Santana (PFL)     | 3.º Secretário         | Geraldo Aparecido Juliano (Sem partido) |

## Parlamentares
| Parlamentar | Parlamentar                 | Imagem      | Partido | Partido                                          | Votos | %     | Notas | Posição      |
| ----------- | --------------------------- | ----------- | ------- | ------------------------------------------------ | ----- | ----- | --- | ------------ |
| 1.º         | Luiz Zacarias               |             |         | Partido Trabalhista Brasileiro PTB               | 6.547 | 1,67% | | Oposição     |
| 2.º         | Franco Masiero              |             |         | Partido Trabalhista Brasileiro PTB               | 6.134 | 1,56% | | Oposição     |
| 3.ª         | Ivete Garcia                |             |         | Partido dos Trabalhadores PT                     | 5.678 | 1,45% | | Governo      |
| 4.ª         | Heleni Paiva                |             |         | Partido dos Trabalhadores PT                     | 5.659 | 1,44% | | Governo      |
| 5.º         | Geraldo Aparecido Juliano   |             |         | Partido da Social Democracia Brasileira PSDB     | 4.907 | 1,25% | | Independente |
| 5.º         | Geraldo Aparecido Juliano   | Sem partido |         |                                                  | 4.907 | 1,25% | | Independente |
| 6.º         | Osvaldo Vieira              |             |         | Partido do Movimento Democrático Brasileiro PMDB | 4.486 | 1,14% | | Oposição     |
| 7.º         | Vanderlei Siraque           |             |         | Partido dos Trabalhadores PT                     | 4.355 | 1,11% | Renunciou ao mandato em 1° de fevereiro de 1999 para assumir uma vaga na Assembleia Legislativa de São Paulo, para qual fora eleito em 1998. | Governo      |
| 8.º         | Francisco Alberto           |             |         | Partido do Movimento Democrático Brasileiro PMDB | 4.309 | 1,10% | | Oposição     |
| 8.º         | Francisco Alberto           | Sem partido |         |                                                  | 4.309 | 1,10% | | Oposição     |
| 9.º         | Carlos Augusto Alves        |             |         | Partido dos Trabalhadores PT                     | 4.217 | 1,08% | | Governo      |
| 10.º        | Montorinho                  |             |         | Partido dos Trabalhadores PT                     | 4.028 | 1,03% | | Governo      |
| 11.º        | André Sanchez               |             |         | Partido Progressista Brasileiro PPB              | 3.762 | 0,96% | | Independente |
| 12.º        | Antônio Aparecido           |             |         | Partido dos Trabalhadores PT                     | 3.448 | 0,88% | | Governo      |
| 13.º        | Ricardo Alvarez             |             |         | Partido dos Trabalhadores PT                     | 3.333 | 0,85% | | Governo      |
| 14.ª        | Dinah Zekcer                |             |         | Partido Trabalhista Brasileiro PTB               | 3.284 | 0,84% | | Oposição     |
| 15.º        | Joaquim Henrique dos Santos |             |         | Partido Trabalhista Brasileiro PTB               | 3.220 | 0,82% | | Oposição     |
| 16.º        | Antônio Leite da Silva      |             |         | Partido dos Trabalhadores PT                     | 3.162 | 0,81% | | Governo      |
| 17.º        | João Carlos Raposo          |             |         | Partido do Movimento Democrático Brasileiro PMDB | 3.061 | 0,78% | | Oposição     |
| 17.º        | João Carlos Raposo          | Sem partido |         |                                                  | 3.061 | 0,78% | | Oposição     |
| 18.º        | Virgílio do Prado           |             |         | Partido da Social Democracia Brasileira PSDB     | 2.963 | 0,76% | | Independente |
| 19.º        | Luiz Mansur                 |             |         | Partido Progressista Brasileiro PPB              | 2.134 | 0,54% | | Independente |
| 20.º        | Israel Nunes de Santana     |             |         | Partido da Frente Liberal PFL                    | 2.092 | 0,53% | | Independente |
| 21.º        | Marcio Pereira              |             |         | Partido da Social Democracia Brasileira PSDB     | 2.061 | 0,53% | | Independente |

## Suplentes
| Parlamentar | Parlamentar  | Imagem | Partido | Partido                      | Votos | % | Notas | Titular           | Ref. | Posição |
| ----------- | ------------ | ------ | ------- | ---------------------------- | ----- | - | --- | ----------------- | ---- | ------- |
| -           | Raulino Lima |        |         | Partido dos Trabalhadores PT |       |   | Assumiu o mandato de Vanderlei Siraque em função de sua renúncia para assumir mandato de Deputado Estadual em 1° de fevereiro de 1999. | Vanderlei Siraque |      | Governo |

## Comissões
| Comissões Permanentes                 | 1997                   | 1997                             | 1997  |
| Comissões Permanentes                 | Presidente             | Membros                          | Ref.  |
| ------------------------------------- | ---------------------- | -------------------------------- | ----- |
| Comissão de Justiça e Redação         | Heleni Paiva (PT)      | Ricardo Alvarez (PT) (jan-jun)   | [ 3 ] |
| Comissão de Justiça e Redação         | Heleni Paiva (PT)      | Antônio Aparecido (PT) (jul-dez) | [ 3 ] |
| Comissão de Justiça e Redação         | Heleni Paiva (PT)      | Sargento Juliano (PSDB)          | [ 3 ] |
| Comissão de Finanças e Orçamento      | Antônio Leite (PT)     | André Sanchez (PPB)              | [ 3 ] |
| Comissão de Finanças e Orçamento      | Antônio Leite (PT)     | Carlos Raposo (PMDB)             | [ 3 ] |
| Comissão de Obras e Serviços Públicos | Carlos Augusto (PT)    | Luiz Zacarias (PTB)              | [ 3 ] |
| Comissão de Obras e Serviços Públicos | Carlos Augusto (PT)    | Francisco Alberto (PMDB)         | [ 3 ] |
| Comissão de Higiene e Cultura         | Antônio Aparecido (PT) | Ivete Garcia (PT)                | [ 3 ] |
| Comissão de Higiene e Cultura         | Antônio Aparecido (PT) | Luiz Zacarias (PTB)              | [ 3 ] |

Em 1998 foram criadas duas novas comissões, denominadas Comissão de Cidadania, Cultura e Assistência Social e Comissão de Saúde, Saneamento Básico, Ecologia e Meio Ambiente extinguindo assim as atividades da comissão de Higiene e Cultura. A comissão de Obras e Serviços Públicos passou a ser denominada Comissão de Desenvolvimento Urbano.
| Comissões Permanentes                                          | 1998                     | 1998                            | 1998  |
| Comissões Permanentes                                          | Presidente               | Membros                         | Ref.  |
| -------------------------------------------------------------- | ------------------------ | ------------------------------- | ----- |
| Comissão de Justiça e Redação                                  | Carlos Augusto (PT)      | Heleni Paiva (PT)               | [ 4 ] |
| Comissão de Justiça e Redação                                  | Carlos Augusto (PT)      | Joaquim dos Santos (PTB)        | [ 4 ] |
| Comissão de Finanças e Orçamento                               | Luiz Zacarias (PTB)      | Antônio Aparecido (PT)          | [ 4 ] |
| Comissão de Finanças e Orçamento                               | Luiz Zacarias (PTB)      | Antônio Leite (PT)              | [ 4 ] |
| Comissão de Desenvolvimento Urbano                             | Antônio Aparecido (PT)   | Sargento Juliano (PSDB)         | [ 4 ] |
| Comissão de Desenvolvimento Urbano                             | Antônio Aparecido (PT)   | Ivete Garcia (PT)               | [ 4 ] |
| Comissão de Educação e Cultura                                 | Dinah Zekcer (PTB)       | André Sanchez (PPB)             | [ 4 ] |
| Comissão de Educação e Cultura                                 | Dinah Zekcer (PTB)       | Antônio Leite (PT)              | [ 4 ] |
| Comissão de Cidadania, Cultura e Assistência Social            | Ivete Garcia (PT)        | André Sanchez (PPB)             | [ 4 ] |
| Comissão de Cidadania, Cultura e Assistência Social            | Ivete Garcia (PT)        | Joaquim dos Santos (PTB)        | [ 4 ] |
| Comissão de Saúde, Saneamento Básico, Ecologia e Meio Ambiente | Heleni Paiva (PT)        | Franco Masiero (PTB)            | [ 4 ] |
| Comissão de Saúde, Saneamento Básico, Ecologia e Meio Ambiente | Heleni Paiva (PT)        | Sargento Juliano (PSDB)         | [ 4 ] |
| Comissões Permanentes                                          | 1999                     | 1999                            | 1999  |
| Comissões Permanentes                                          | Presidente               | Membros                         | Ref.  |
| Comissão de Justiça e Redação                                  | Marcio Pereira (PSDB)    | Heleni Paiva (PT)               | [ 5 ] |
| Comissão de Justiça e Redação                                  | Marcio Pereira (PSDB)    | Luiz Mansur (PPB)               | [ 5 ] |
| Comissão de Finanças e Orçamento                               | André Sanchez (PPB)      | Joaquim dos Santos (PTB)        | [ 5 ] |
| Comissão de Finanças e Orçamento                               | André Sanchez (PPB)      | Antônio Leite (PT)              | [ 5 ] |
| Comissão de Desenvolvimento Urbano                             | Dinah Zekcer (PTB)       | Marcio Pereira (PSDB)           | [ 5 ] |
| Comissão de Desenvolvimento Urbano                             | Dinah Zekcer (PTB)       | Carlos Augusto (PT)             | [ 5 ] |
| Comissão de Educação e Cultura                                 | Osvaldo Vieira (PMDB)    | Dinah Zekcer (PTB)              | [ 5 ] |
| Comissão de Educação e Cultura                                 | Osvaldo Vieira (PMDB)    | Ricardo Alvarez (PT)            | [ 5 ] |
| Comissão de Cidadania, Cultura e Assistência Social            | Ivete Garcia (PT)        | André Sanchez (PPB)             | [ 5 ] |
| Comissão de Cidadania, Cultura e Assistência Social            | Ivete Garcia (PT)        | Raulino Lima (PT)               | [ 5 ] |
| Comissão de Saúde, Saneamento Básico, Ecologia e Meio Ambiente | Luiz Mansur (PPB)        | Antônio Aparecido (PT)          | [ 5 ] |
| Comissão de Saúde, Saneamento Básico, Ecologia e Meio Ambiente | Luiz Mansur (PPB)        | Joaquim dos Santos (PTB)        | [ 5 ] |
| Comissões Permanentes                                          | 2000                     | 2000                            | 2000  |
| Comissões Permanentes                                          | Presidente               | Membros                         | Ref.  |
| Comissão de Justiça e Redação                                  | Montorinho (PT)          | Marcio Pereira (PSDB)           | [ 6 ] |
| Comissão de Justiça e Redação                                  | Montorinho (PT)          | Francisco Alberto (Sem partido) | [ 6 ] |
| Comissão de Finanças e Orçamento                               | Marcio Pereira (PSDB)    | Antônio Leite (PT)              | [ 6 ] |
| Comissão de Finanças e Orçamento                               | Marcio Pereira (PSDB)    | Dinah Zekcer (PTB)              | [ 6 ] |
| Comissão de Desenvolvimento Urbano                             | Osvaldo Vieira (PMDB)    | Joaquim dos Santos (PTB)        | [ 6 ] |
| Comissão de Desenvolvimento Urbano                             | Osvaldo Vieira (PMDB)    | Carlos Augusto (PT)             | [ 6 ] |
| Comissão de Educação e Cultura                                 | Ricardo Alvarez (PT)     | Virgílio do Prado (PSDB)        | [ 6 ] |
| Comissão de Educação e Cultura                                 | Ricardo Alvarez (PT)     | Raulino Lima (PT)               | [ 6 ] |
| Comissão de Cidadania, Cultura e Assistência Social            | Ivete Garcia (PT)        | Antônio Aparecido (PT)          | [ 6 ] |
| Comissão de Cidadania, Cultura e Assistência Social            | Ivete Garcia (PT)        | André Sanchez (PPB)             | [ 6 ] |
| Comissão de Saúde, Saneamento Básico, Ecologia e Meio Ambiente | Joaquim dos Santos (PTB) | Heleni Paiva (PT)               | [ 6 ] |
| Comissão de Saúde, Saneamento Básico, Ecologia e Meio Ambiente | Joaquim dos Santos (PTB) | Raulino Lima (PT)               | [ 6 ] |